# (73487) 2002 PD89
(73487) 2002 PD89 – planetoida z pasa głównego asteroid okrążająca Słońce w ciągu 4,51 lat w średniej odległości 2,73 j.a. Odkryta 11 sierpnia 2002 roku.